# Poophilus obscurus
Poophilus obscurus är en insektsart som först beskrevs av Walker 1851.  Poophilus obscurus ingår i släktet Poophilus och familjen spottstritar. Inga underarter finns listade i Catalogue of Life.